# Spanskgran
Spanskgran (Abies pinsapo) är en tallväxtart som beskrevs av Pierre Edmond Boissier. Spanskgran ingår i släktet ädelgranar, och familjen tallväxter. IUCN kategoriserar arten globalt som starkt hotad. Det är osäkert om arten förekommer i Sverige.
Arten förekommer vid båda sidor av Gibraltarsundet i sydöstra Spanien respektive norra Marocko. Den hittas i bergstrakter mellan 900 och 2200 meter över havet. Regionen kännetecknas av fuktigt Medelhavsklimat. Spanskgran bildar ofta blandskogar tillsammans med arter av eksläktet och lönnsläktet. Den kan även hittas i barrskogar med Cedrus atlantica, Pinus nigra och Pinus pinaster eller i skogar där spanskgran är det enda trädet.

## Underarter
Arten delas in i följande underarter:
- A. p. marocana
- A. p. pinsapo

## Bildgalleri

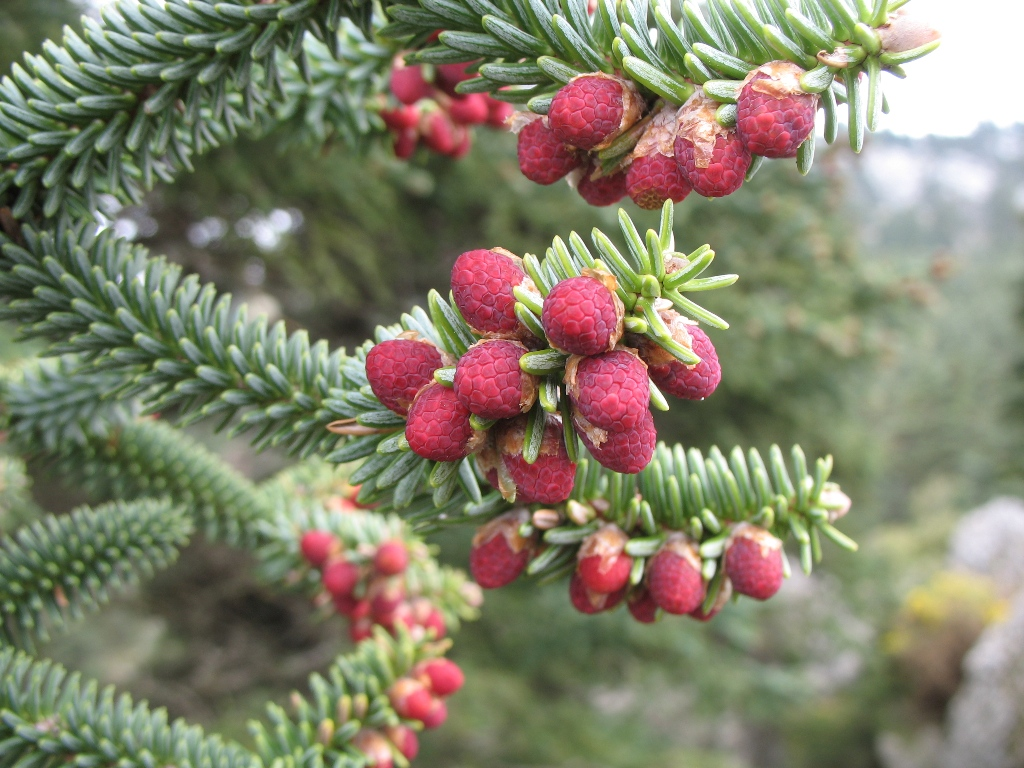
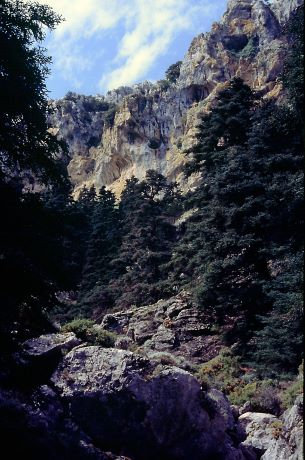
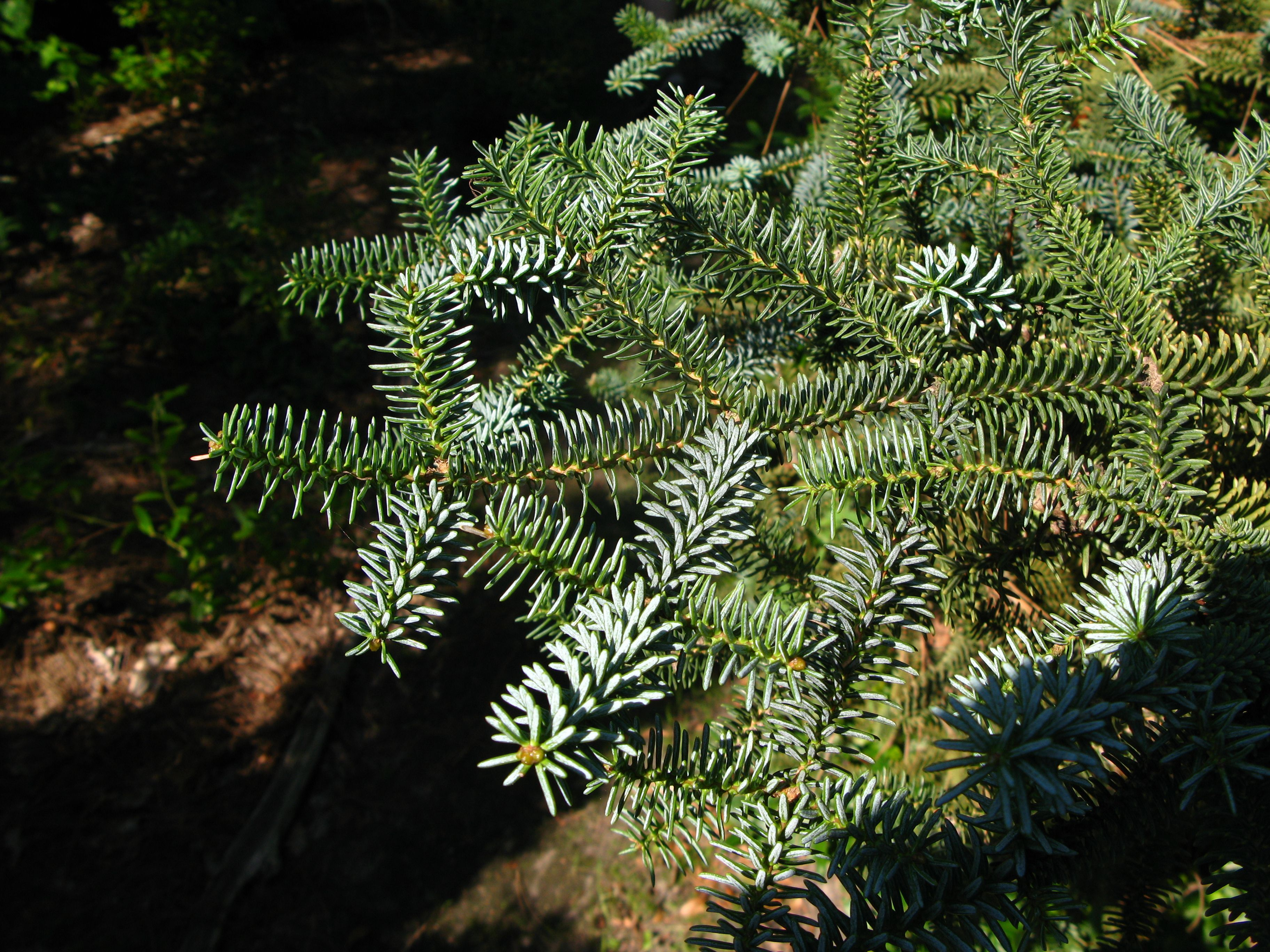
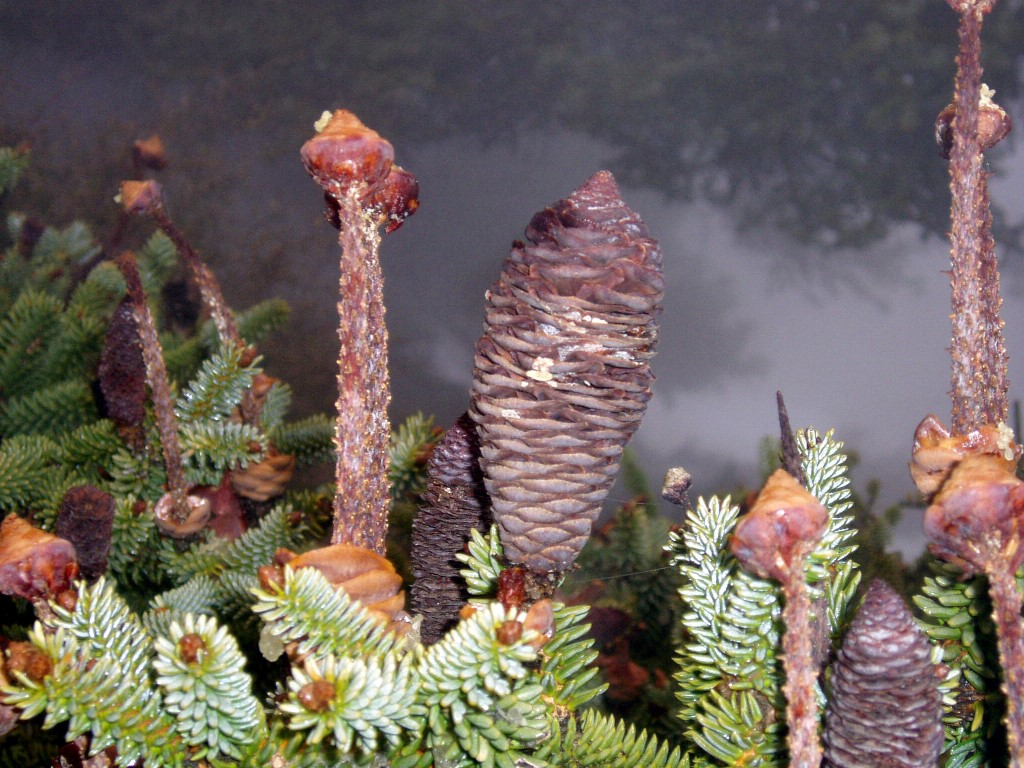
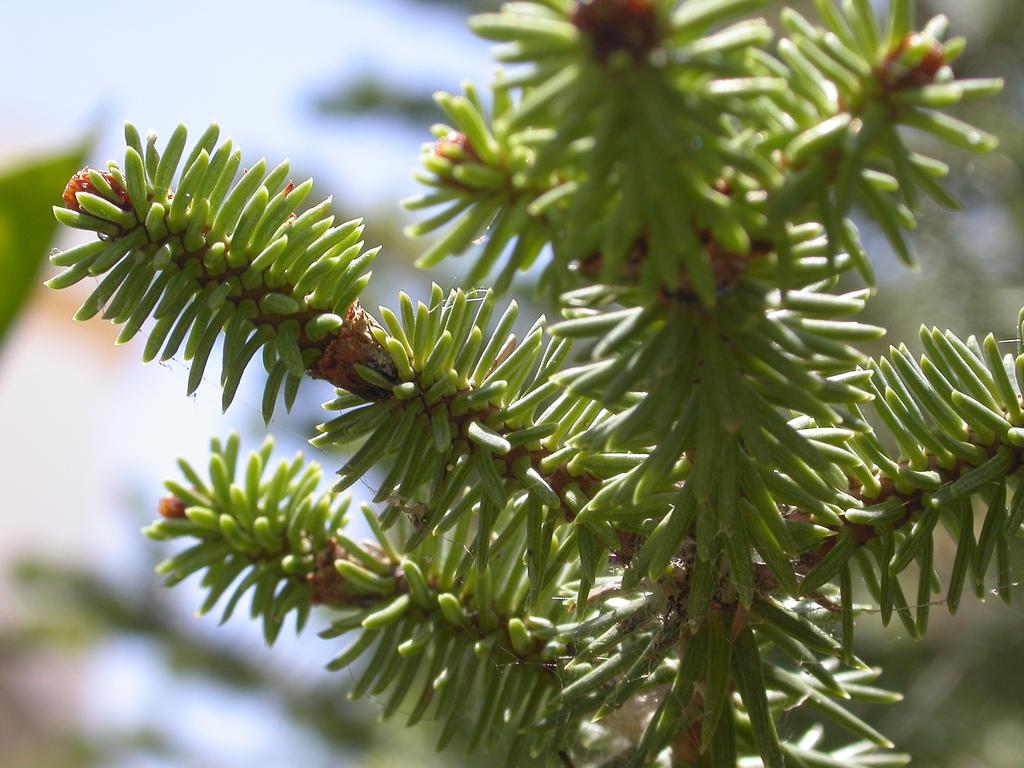
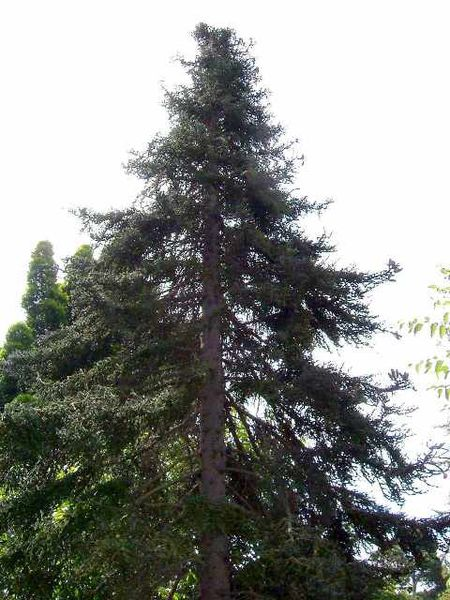